# Anton van Bourgondië (ca. 1470 - na 1535)
Anton van Bourgondië, heer van Capelle en Wakken (ca. 1470 – na 1535) was een Vlaams edelman.

## Leven
Hij was een buitenechtelijke zoon van Anton van Bourgondië met Maria Braem en  behoorde dus tot een voorname bastaardtak van het Huis Valois-Bourgondië.
Per contract van 21 september 1507 trouwde hij met Clara Andries, dochter van Andries Andries († 1517). De verbintenis was ongetwijfeld ingegeven door de belangen die de twee families hadden op Walcheren.
Het echtpaar had de volgende kinderen:
- Adolf van Bourgondië († 1568), vice-admiraal en stadhouder van Zeeland
- Anton van Bourgondië († 1573), vice-admiraal en stadhouder van Zeeland
- Andries van Bourgondië
- Anna van Bourgondië († 1552)

Hij stierf op een 4 april na 1535 en werd begraven in Brugge.

## Voetnoten
1. ↑  Frans Hollevoet, "Heren en Leenhof van Wakken" in: De Roede van Tielt, 2003, nr. 2, p. 85
2. ↑  Frederik Buylaert, Repertorium van de Vlaamse adel (ca. 1350-ca. 1500), 2011, p. 27
3. ↑  Anton van Bourgondië, Heer van Wakkene en Kapelle, Genealogics (bezocht 22 april 2023)